# Hugo Leichtentritt
Hugo Leichtentritt (Pleszew (voivodat de Gran Polònia), 1 de gener, 1874 - Cambridge (Massachusetts), 13 de novembre, 1951), va ser un musicòleg alemany.

## Biografia
Va viure als Estats Units des de 1889. Va estudiar a la Universitat Harvard amb John Knowles Paine (es va graduar el 1894). Va continuar els seus estudis a París (1894–1895) i a la Hochschule für Musik de Berlín (1895–1898). Després va estudiar amb Oscar Fleischer i Max Friedlaender a la Universitat de Berlín, obtenint el seu doctorat. El 1901 a partir de la tesi Reinhard Keizer in seinen Opern: Ein Beitrag zur Geschichte der frühen deutschen Oper. De 1901 a 1924 va ser professor al "Klindworth-Scharwenka Konservatorium" de Berlín, i durant uns quants anys va escriure articles musicals per a revistes alemanyes i americanes. El 1933, obligat a abandonar Alemanya, va tornar als Estats Units, on va ensenyar a la Universitat Harvard (1933–1940) i a la Universitat de Nova York (1940–1944).

## Obres
L'obra musicològica de Leichtentritt és de naturalesa divulgativa científica, caracteritzada pel pragmatisme. Reprenent el mètode d'anàlisi d'Hugo Riemann, es va centrar en aïllar agrupacions sonores, adoptant l'ordenació del nombre de compassos com a base de la lògica arquitectònica d'una obra musical. Va associar conceptes i principis musicals amb l'estètica de l'expressió i la psicologia del so, i a diferència dels grans musicòlegs del segle XIX, no va associar l'estudi de 0les formes musicals amb l'estudi de les regles de la composició.
A part de la seva obra musicològica, també va compondre, i va ser autor de l'òpera còmica Der Sizilianer (interpretada a Friburg de Brisgòvia el 1920), simfonies, concerts per a violí, violoncel i piano, així com peces de cambra, piano i cançons. Tanmateix, les seves composicions no van guanyar popularitat.

## Obres principals[2]
(basat en materials d'origen)
- Frédéric Chopin (Berlín 1905, 3a edició 1949)
- Geschichte der Musik (Berlín, 1905; traducció a l'anglès: Everybody's Little History of Music, Nova York, 1938)
- Geschichte der Motette (Leipzig 1908)
- Musikalische Formenlehre (Leipzig 1911, 5a edició 1952; traducció a l'anglès: Musical Form Cambridge 1952)
- Erwin Lendvai (Berlín 1912)
- Ferruccio Busoni (Leipzig 1916)
- Analyse der Chopin’schen Klavierwerke (2 vols., Berlín 1921–1922)
- Ignatz Waghalter (Nova York 1924)
- Händel (Berlín-Stuttgart 1924)
- Música, història i idees (Cambridge (1938)
- Serge Koussevitzky, L'Orquestra Simfònica de Boston i la Nova Música Americana (Cambridge 1946)
- Música de les Nacions Occidentals (ed. i suplementat per Nicolas Slonimsky, Cambridge 1956)